# Symplectoscyphus longithecus
Symplectoscyphus longithecus is een hydroïdpoliep uit de familie Sertulariidae. De poliep komt uit het geslacht Symplectoscyphus. Symplectoscyphus longithecus werd in 1888 voor het eerst wetenschappelijk beschreven door Bale. 